# 수염고둥
수염고둥는 흡강류에 속하는 연체동물의 하나이다. 대한민국 표준어로는 골뱅이로 부르지만, 골뱅이무침 등에 흔히 쓰이는 골뱅이와는 다른 종이다.